# Anacamptodon wattsii
Anacamptodon wattsii är en bladmossart som beskrevs av Brotherus 1916. Anacamptodon wattsii ingår i släktet Anacamptodon och familjen Fabroniaceae. Inga underarter finns listade i Catalogue of Life.